# Velika nagrada Turske
Velika nagrada Turske je automobilistička utrka Formule 1 koja se prvi put održala 2005. na stazi Istanbul Park. Nakon 2011., utrka više nije bila dio kalendara Formule 1, a vratila se nakratko 2020. nakon niza otkazivanja drugih utrka Formule 1 zbog pandemije koronavirusa.

## Povijest utrkivanja
Prva VN Turske održana je 2005., a Kimi Räikkönen je pobijedio s pole positiona ispred Fernanda Alonsa dok je Juan Pablo Montoya završio treći nakon incidenta s Tiagom Monteirom u Jordanu kojega je prestizao za cijeli krug. Montoya je odvozio najbrži krug utrke u 39. krugu (1 min 24,770 s) iako se te godine gume nisu mijenjale za vrijeme utrke, a taj je rekord i dalje najbrži krug ikad odvožen na ovoj stazi. Ferrari je 2006. zauzeo prvi startni red s Felipeom Massom na pole positionu koji je imao manje goriva od Michaela Schumachera, a Alonso je vrebao svoju priliku na trećem mjestu za Renault. Massa je dominirao s pole positiona dok Schumacher s težim bolidom nije uspio iskoristiti taktičku prednost te je uz kraće izlijetanje izašao iza Alonsa nakon posljednjega zaustavljanja. Unatoč velikom pritisku Schumacher nije uspio prestići Alonsa te je Španjolac povećao svoju prednost u poretku vozača na 12 bodova, četiri utrke prije kraja. Massi je ovo bio prvi pole position i prva pobjeda u Formuli 1 na stazi na kojoj je isto ostvario i 2007. i 2008. Sebastian Vettel je 2009. osvojio pole position, ali nakon greške u prvom krugu gubi poziciju od Jensona Buttona u Brawnu koji je ostvario šestu pobjedu na prvih sedam utrka 2009. Mark Webber je 2010. osvojio pole position ispred Vettela kojem je u Q3 pukao prednji stabilizator, a u utrci je vodio sve dok ga u 39. krugu nije sustigao Vettel pod pritiskom dva McLarena Lewisa Hamiltona i Buttona koji su bili manje od dvije sekunde iza. Vettel je neuspješno pokušao prestići Webbera na stražnjem pravcu nakon čega je došlo do sudara dvaju Red Bulla – Vettel je odustao, a Webber uspio završiti treći iza dva McLarena koji su također imali svoju borbu do kraja utrke. Hamilton je pobijedio Buttona i ostvario prvu pobjedu u sezoni. Vettel je dominirao 2011. s pole positiona kojega je osvojio s 0,405 sekundi prednosti ispred Webbera, a Red Bull je ostvario dvostruku pobjedu ispred Alonsa u Ferrariju, Hamiltona u McLarenu, Nice Rosberga u Mercedesu i Buttona u McLarenu.

## Pobjednici

### Višestruki pobjednici (vozači)
| Pobjede | Vozač          | Pobjednička godina  |
| ------- | -------------- | ------------------- |
| 3       | Felipe Massa   | 2006., 2007., 2008. |
| 2       | Lewis Hamilton | 2010., 2020.        |

### Višestruki pobjednici (konstruktori)
| Pobjede | Konstruktor | Pobjednička godina  |
| ------- | ----------- | ------------------- |
| 3       | Ferrari     | 2006., 2007., 2008. |
| 2       | McLaren     | 2005., 2010.        |
| 2       | Mercedes    | 2020., 2021.        |

### Pobjednici po godinama
| Godina        | Vozač            | Bolid            |
| ------------- | ---------------- | ---------------- |
| 2005.         | Kimi Räikkönen   | McLaren-Mercedes |
| 2006.         | Felipe Massa     | Ferrari          |
| 2007.         | Felipe Massa     | Ferrari          |
| 2008.         | Felipe Massa     | Ferrari          |
| 2009.         | Jenson Button    | Brawn-Mercedes   |
| 2010.         | Lewis Hamilton   | McLaren-Mercedes |
| 2011.         | Sebastian Vettel | Red Bull-Renault |
| 2012. - 2019. | Nije održana     | Nije održana     |
| 2020.         | Lewis Hamilton   | Mercedes         |
| 2021.         | Valtteri Bottas  | Mercedes         |